# Emil Gyldenkrone
Emil baron Güldencrone (skrev sig selv Gyldenkrone) (født 27. oktober 1838 i Skanderborg, død 15. maj 1902 i Maribo) var en dansk diplomat og embedsmand, bror til Carl, Ove og Christian Güldencrone og gift med Lona Gyldenkrone.
Han var søn af amtsforvalter, kammerherre Christian Frederik baron Güldencrone og Marie Sophie Frederikke Bardenfleth, blev 1857 student fra Borgerdydskolen på Christianshavn, 1863 cand.jur. og samme år assistent i Finansministeriets sekretariat. Gyldenkrone blev 1872 konstitueret legationssekretær i Sankt Petersborg, fik 1873 fast ansættelse, blev 1875 forflyttet til Berlin og fik 1884 afsked fra diplomatiet. 1885 blev han amtsforvalter for Hjørring Amtstuedistrikt, og 1891 forflyttet til Maribo Amtstuedistrikt, hvor han var til sin død. 8. april 1876 blev han Ridder af Dannebrog og bar en lang række udenlandske ordener.
Han blev gift 27. august 1882 med koncertsangerinde Abelone (Lona) Birgitte Gulowsen (1848-1934), datter af købmand Anders Gulowsen og Nanna Dithlovine Cecilie Gabrielsen.